# Подјела на десницу и љевицу у политици
Подјела на десницу и љевицу у политици је систем класификације политичких позиција карактеристичних за љевичарску и десничарску политику, идеологије и странке са акцентом на питања друштвене једнакости и друштвене хијерархије. Поред позиција на лијевој и на десној страни, постоје центристи или умјерени који нису чврсто повезани ни с једном екстремношћу. Има оних који политички спектар десница—љевица више као превише поједностављен и који одбацују овај метод политичких ставова, предлажући умјесто тога неки други систем, као што је дводимензионални, а не једнодимензионални опис.
На овој врсти политичког спектра, десничарска и љевичарска политика се често представљају као супротстављене, иако одређени појединац или група може заузети десничарски став по једном питању и љевичарски став о другом; а неки ставови се могу преклапати и сматрати или десном или лијевим у зависности од идеологије. У Француској, гдје су настали изрази, десница је названа „странка реда”, а љевица „странка покрета”.

## Историја

### Поријекло у Француској револуцији
Изрази „десница” и „љевица” појавили су се током Француске револуције 1789. када су се чланови Народне скупштине подијелили на присталице краља с предсједникове десне стране и присталице револуције с његове лијеве стране. Један посланик, Барон де Говил, објаснио је: „Почели смо да се препознајемо: они који су били лојални религији и краљу заузели су положаје десно од столице како би избјегли повике, заклетве и непристојности који су добијали из противничког табора”.
Када је Народну скупштину 1791. замијенила Законодавну скупштину која се састојала од потпуно нових чланова, подјеле су се наставиле. „Иноватори” су сједили лијево, „умјерени” су се окупили у средини, док су се „савјесни уставобранитељи” нашли на десној страни, гдје су се претходно окупљали браниоци Старог поредка. Када се наредни Национални конвент састао 1792, распоред заступничких мјеста је остао исти, али након државног удара 2. јуна 1793. и хапшења жирондинаца, десна страна скупштине је била напуштена и сви преостали чланови који су тамо сједили премјестили су се на средину. Међутим, након Термидорске реакције 1794. припадници крајње љевице су искључени и начин сједења је укинут. Нови устав је укључивао правила за скупштину која би „разбијала страначке групе”. Међутим, након рестаурације 1814—1815. поново су формирани посланички клубови. Већина ултраројалиста је одлучила да сједне на десној страни. „Уставобранитељи” су сједили у средини, док су независни сједили на лијевој страни. Изрази крајња десница и крајња љевица, као и десни центар и лијеви центар почели су да се користе за описивање нијанси идеологије различитих дијелова скупштине.
Изрази „десница” и „љевица” нису коришћени у односу на политичку идеологију по себи, већ само на мјеста у скупштини. Послије 1848. главни супротстављени табори били су „демократски социјалисти” и „реакционари” који су користили црвено-бијеле заставе да идентификују своју страначку припадност. Успостављањем Треће републике 1871, политичке странке су усвојиле услове: републиканска љевица, десни центар и лијеви центар (1871) и крајња десница (1876) и радикална љевица (1881). Вјеровања групе под назива радикална љевица била су заправо ближа лијевом центру него увјерења оних који се зову крајња љевица.
Почевши од раног 20. вијека, изрази „десница” и „љевица” почели су да се повезују са специфичним политичким идеологијама и коришћени су за описивање политичких увјерења грађана, постепено замјењујући изразе „црвени” и „реакција”. Ријечи десно и лијево су њихови противници испрва користили као увреде. Они на љевици често су себе називали „републиканцима”, што је у то вријеме значило фаворизовање републике у односу на монархију, док су они на десници себе често називали „конзервативцима”. До 1914, лијево половина законодавног тијела у Француској била је састављена од уједињених социјалиста, републиканских социјалиста и социјалистичких радикала, док су странке које су се звале „љевица” сада сједиле на десној страни. Употреба ријечи десница и љевица проширила се из Француске на друге земље и почела да се примјењује на велики број политичких странака широм свијета, које су се често разликовале у својим политичким увјерењима. Постојала је асиметрија у употреби израза љевица и десница од стране супротстављених страна. Десница је углавном порицала да је спектар десно—лијево смислен, јер су га видјели као вјештачког или штетног по јединство. Међутим, љевица је, желећи да промијени друштво, промовисала ту разлику. Као што је Емил примјетио 1931: „Када ме људи питају да ли подјела између странака деснице и странака љевице, људи са деснице и људи са љевице, још увијек има смисла, прво што ми пада на памет је да особа која поставља питање свакако није човјек љевице”. У британској политици, изрази „десница” и „љевица” први пут су ушли у општу употребу касних 1930-их у дебатама о Шпанском грађанском рату. Шкотски социолог Роберт М. Макајвер у The Web of Government из 1947. је примјетио:
Десница је увијек страначки сектор повезан са интересима виших или доминантних класа, љевица је сектор који изражава ниже економске или друштвене класе, а центар средњих класа. Историјски гледано, овај критеријум се чини прихватљивим. Конзервативна десница је бранила укоријењене прерогативе, привилегије и овлашћења; љевица их је нападала. Право је било повољније за аристократски положај, за хијерархију рођења или богатства; љевица се борила за изједначавање предности или могућности, за претензије мање запостављених. Одбрана и напад су се сусрели, под демократским условима, не у име класе, већ у име принципа; али су супротстављени принципи углавном одговарали интересима различитих класа.